# Норны
Но́рны — в скандинавской мифологии три женщины, волшебницы, наделенные чудесным даром определять судьбы людей и богов. Соответствуют славянским рожаницам и судицам. Являются гранью транскультурного образа мойр.
Имена Норн:
- Урд — что значит Прошлое[2] или Судьба[3].
- Верданди — что значит Настоящее[2] или Становление[3].
- Скульд — что значит Будущее[2] или Должное[3].

Они живут у священного источника Урд, в Мидгарде. Они поливают корень мирового дерева Иггдрасиль водами этого источника и тем продлевают его существование. В сказаниях они изображались как три женщины, одна старая и дряхлая (Урд), другая — средних лет (Верданди), третья же совсем юная (Скульд).
Один несколько раз обращался к норнам за советом, также норны иногда сами предсказывали грядущее.

## В культуре
В честь Урд назван астероид (167) Урда, открытый в 1876 году. В честь Верданди назван астероид (621) Верданди, открытый в 1906 году. В честь Скульд назван астероид (1130) Скульд, открытый в 1929 году.
Норны являются персонажами оперы Рихарда Вагнера «Гибель богов», а также фигурируют в ряде фантастических произведений современной культуры.